# Coelichneumon consimilis
Coelichneumon consimilis är en stekelart som först beskrevs av Wesmael 1845.  Coelichneumon consimilis ingår i släktet Coelichneumon och familjen brokparasitsteklar. Inga underarter finns listade i Catalogue of Life.